# Radiosterrenstelsel

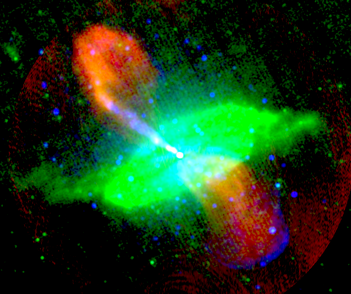
Valse-kleurenafbeelding van het nabije radiosterrenstelsel Centaurus A, met radio (rood), 24-micrometer infrarood (groen) en 0,5-5 keV röntgenemissie (blauw). De jet zendt synchrotronstraling uit in alle drie golflengtegebieden. De lobben zenden alleen radiostraling uit en lijken daarom rood. Gas en stof in het sterrenstelsel zenden thermische straling uit in het infrarood. Thermische röntgenstraling van heet gas en niet-thermische emissie van relativistische elektronen kunnen worden gezien in de blauwe 'schillen' rond de lobben, in het bijzonder in het zuiden (onder).

Radiosterrenstelsels en de gerelateerde radiosterke quasars en blazars behoren tot een klasse van actieve sterrenstelsels die zeer sterk stralen bij radiogolflengtes, met een lichtkracht tot 1039 W tussen 10 MHz en 100 GHz. De radiostraling wordt veroorzaakt door het synchrotronproces. De in radiostraling waargenomen structuur wordt veroorzaakt door de interactie tussen twee jets en het interstellaire medium, samen met relativistische beaming. De sterrenstelsels zijn bijna altijd grote elliptische sterrenstelsels. Radiosterke actieve sterrenstelsels zijn niet alleen op zichzelf interessant, maar ook omdat ze tot op grote afstand kunnen worden waargenomen en daarom nuttig zijn in voor kosmologisch onderzoek. De laatste tijd is veel onderzoek gedaan op het effect van deze objecten op het intergalactische medium, in het bijzonder in groepen en clusters van sterrenstelsels.
In Nederland worden radiosterrenstelsels bestudeerd met onder andere de Westerbork Synthese Radio Telescoop en het Europees VLBI Netwerk.

## Emissieprocessen
De radiostraling van radiosterke actieve sterrenstelsels is synchrotronstraling, wat geconcludeerd wordt uit het zeer vlakke, brede spectrum zonder enige structuur en sterke polarisatie. Dit betekent dat het plasma wat de radiostraling uitzendt elektronen moet bevatten die relativistische snelheden moeten hebben (met lorentzfactoren van ongeveer 104) en magneetvelden. Omdat het plasma elektrisch neutraal moet zijn, moet het ook of protonen of positronen bevatten. Het is niet mogelijk de aard van deze deeltjes te bepalen uit waarnemingen van synchrotronstraling. Bovendien is het niet mogelijk de energiedichtheid van deeltjes en magneetveld uit waarnemingen te bepalen: eenzelfde hoeveelheid synchrotronstraling kan het resultaat zijn van enkele elektronen en een sterk veld, of van veel elektronen en een zwak veld, of iets daartussen. Het is echter mogelijk een minimum energiedichtheid af te leiden uit de hoeveelheid synchrotronstraling die een bron uitzendt.
Een proces gerelateerd aan synchrotronstraling is inverse-comptonverstrooiing, waarin de relativistische elektronen wisselwerken met lokale fotonen en die door thomsonverstrooiing grote energieën geven. Inverse-comptonstraling van radiosterke bronnen blijkt zeer belangrijk te zijn bij röntgenstraling, en omdat de intensiteit van deze straling alleen afhangt van de elektronendichtheid is het mogelijk bij een detectie van inverse-comptonverstrooiing een modelafhankelijke schatting te maken van de energiedichtheid van de deeltjes en magneetvelden. Het lijkt dat vele bronnen bij de minimale energiedichtheid liggen.
Synchrotronstraling is niet beperkt tot radiogolflengtes: als de radiobron deeltjes tot energieën kan versnellen die groot genoeg zijn kunnen structuren die in het radiogebied worden gedetecteerd, ook gezien worden in het infrarood, in zichtbaar licht, ultraviolet or zelfs in röntgenstraling, hoewel in het laatste geval de elektronen die de straling veroorzaken een energie moeten hebben van meer dan 1 TeV bij typische waarden voor de magnetische veldsterkte. Ook hier worden polarisatie en het continue spectrum gebruikt om synchrotronstraling te onderscheiden van andere emissieprocessen. Jets en hotspots zijn meestal de plaatsen waar synchrotronstraling wordt gedetecteerd bij hoge frequenties. Het is moeilijk synchrotron en inverse-comptonstraling te onderscheiden en er is discussie over welke processen we zien in sommige bronnen, in het bijzonder in röntgenstraling.
De processen die de aanwezigheid veroorzaken van relativistische, niet-thermische deeltjes die de synchrotron en inverse-comptonstraling uitzenden worden deeltjesversnelling genoemd. Fermiversnelling is een van de mogelijke versnellingsprocessen in radiosterke actieve sterrenstelsels.

## Structuur van de radio-emissie

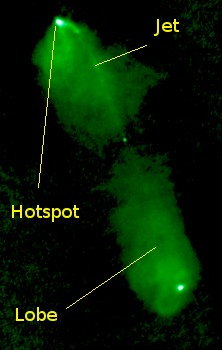
Valse kleurenafbeelding van de grote-schaal structuur van het FR-II-radiosterrenstelsel 3C98. Lobben, jet en hotspot zijn aangegeven.

Radiosterrenstelsels (en in mindere mate radiosterke quasars) vertonen een grote mate aan structuur in radiokaarten. De meestvoorkomende grote-schaal structuren worden lobben (lobes) genoemd: dit zijn dubbele, vaak tamelijk symmetrische, ruwweg ellipsoïde structuren aan weerskanten van de actieve kern. Een belangrijk minderheid van de bronnen met kleinere lichtkracht vertonen structuren die gewoonlijk pluimen (plumes) worden genoemd en die veel langgerekter zijn. Sommige radiosterrenstelsels vertonen een of twee nauwe structuren die bekend zijn als jets (het bekendste voorbeeld is het reuzenstelsel M87 in de Virgocluster) die direct uit de kern komen en naar de lobben leiden. Sinds de jaren 1970 is het meest geaccepteerde model dat de lobben of pluimen hun energie verkrijgen door bundels (beams) van hoogenergetische deeltjes en magneetvelden die komen uit een gebied dicht bij de actieve kern. De jets zouden het zichtbare deel van de bundels zijn en vaak wordt de term jet gebruikt voor de waargenomen structuur en de onderliggende stroom.

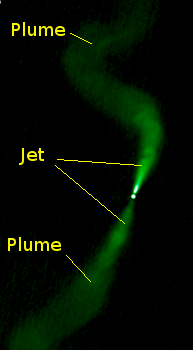
Valse kleurenafbeelding van de grote-schaal structuur van het FR-I-radiosterrenstelsel 3C31. Jets en pluimen zijn aangegeven.

In 1974 werden radiobronnen door Fanaroff en Riley onderverdeeld in twee klassen, nu bekend als Fanaroff- en Riley-klasse I (FR-I) en klasse II (FR-II). Het onderscheid werd oorspronkelijk gemaakt gebaseerd op de morfologie van de radiostraling op grote-schaal (de klasse werd bepaald door de afstand tussen de helderste plekken in de radiostraling): FR-I-bronnen waren het sterkst in het centrum, terwijl FR-II-bronnen sterker waren aan de rand. Fanaroff en Riley zagen dat er een tamelijk groot verschil in lichtkracht was tussen de twee klassen: FR-I-bronnen hadden een lage lichtkracht terwijl FR-II-bronnen een hoge lichtkracht hadden. Bij nauwkeurigere metingen bleek dat de morfologie de methode van energietransport in de radiobron weerspiegelt. FR-I-bronnen hebben meestal heldere jets in het centrum, terwijl FR-II-bronnen zwakke jets hebben maar heldere hotspots aan de uiteinden van de lobben. FR-II-bronnen zijn in staat hun energie efficiënt naar de uiteinden van de lobben te transporteren; FR-I-bundels zijn inefficiënt omdat ze een groot deel van hun energie verliezen tijdens het transport,
In meer detail hangt de verdeling FR-I/FR-II af van de eigenschappen van het centrale sterrenstelsel: de overgang van FR-I naar FR-II is voor meer massieve stelsels bij een grotere lichtkracht. Het is bekend dat de jets van FR-I-stelsels decellereren in de gebieden waar hun radiostraling het helderst is, en het schijnt dus dat de overgang FR-I/FR-II laat zien of een jet of bundel zich kan voortbewegen door het centrale stelsel zonder te worden gedecellereerd tot sub-relativistische snelheden bij interactie met het intergalactische medium. Uit een analyse van relativistische beaming effecten is bekend dat de jets van FR-II-bronnen relativistisch blijven (met snelheden van ten minste 0,5 c) tot het eind van de lobben. De hotspots die meestal gezien worden in FR-II-bronnen, worden geïnterpreteerd als de zichtbare effect van schokgolven die worden gevormd als de snelle en dus supersonische jet (de geluidssnelheid kan niet groter zijn dan c/√3) plotseling eindigt aan het eind van de bron, en hun spectrale energieverdelingen zijn consistent met dit beeld. Vaak worden meerdere hotspots gezien (een complex van hotspots), die veroorzaakt worden door verdere buitenwaartse beweging (outflow) of een beweging van het eindpunt van de jet.
De namen die worden gegeven aan verschillende bijzondere soorten radiobronnen is gebaseerd op hun radiostructuur:
- Klassieke dubbele bron (Classical double) is een FR-II-bron met duidelijke hotspots.
- Wide-angle tail is meestal een bron die ligt tussen een standaard-FR-I- en -FR-II-bron, met efficiënte jets en soms hotspots, maar met pluimen in plaats van lobben, die worden gevonden in of bij het centrum van clusters van sterrenstelsels.
- Narrow-angle tail of Head-tail source beschrijft een FR-I die lijkt te worden afgebogen door remdruk terwijl het beweegt door de cluster.
- Fat doubles zijn bronnen met diffuse lobben maar met noch jets noch hotspots. Sommige van deze bronnen kunnen overblijfselen zijn van bronnen waarvan de energietoevoer voor altijd of tijdelijk is gestopt.

## Levenscyclus en dynamica
De grootste radiosterrenstelsels hebben lobben of pluimen die megaparsecs groot zijn (meer in het geval van reuzen radiosterrenstelsels zoals 3C 236), wat betekent dat de tijdschaal voor hun groei tientallen tot honderden miljoenen jaar is. Daarom kunnen veranderingen niet direct worden waargenomen (behalve bij heel kleine, heel jonge bronnen) en daarom kan veranderingen alleen theoretisch of door metingen van een groot aantal objecten worden bestudeerd. Het is duidelijk dat radiobronnen eerst klein zijn en dan groter worden. In het geval van bronnen met lobben is de dynamica tamelijk eenvoudig: de jets voeden de lobben, de druk van de lobben neemt toe, en de lobben expanderen. De snelheid van deze expansie hangt af van de dichtheid en druk van het externe medium. De hoogste druk wordt gevonden in het diffuse hete gas dat röntgenstraling uitzendt. Lange tijd werd aangenomen dat sterke bronnen supersonisch zouden expanderen, waarbij een schokgolf in het externe medium zou ontstaan. Echter waarnemingen van röntgenstraling in sterke FR-II-bronnen laten zien dat de interne druk van de lobben niet veel groter is dan de externe druk, wat nodig zou zijn voor supersonische expansie. De enige bron waar supersonische expansie is waargenomen is in de binnenste lobben van het zwakke radiosterrenstelsel Centaurus A, die waarschijnlijk het resultaat zijn van een recente uitbarsting van de actieve kern.

## De centrale stelsels en hun omgeving
Radiosterrenstelsels worden bij alleen gevonden in elliptische sterrenstelsels
hoewel er een uitzondering is. Enkele Seyfert-stelsels bevatten zwakke, kleine radiojets, maar die zijn niet sterk genoeg om radiosterk genoemd te kunnen worden. Ook studies van radiosterke quasars en blazars suggereren dat deze geassocieerd zijn met elliptische sterrenstelsels.
Er zijn verschillende mogelijke redenen voor deze sterke voorkeur voor elliptische stelsels. Een ervan is dat elliptische stelsels de zwaarste supermassieve zwarte gaten bevatten, en zo in staat zijn de energie te leveren voor de meest lichtsterke actieve stelsels (zie Eddingtonlichtkracht). Een andere reden is dat elliptische stelsels in het algemeen een rijkere omgeving hebben, met een uitgebreid intergalactisch medium wat de radiobron kan bevatten. Het kan ook zijn dat de grotere hoeveelheid koud gas in spiraalvormige sterrenstelsels op een of andere manier een zich vormende jet kan afbreken of hinderen.

## Unified model
De verschillende soorten radiosterke actieve sterrenstelsels worden verbonden door unified models, De sleutelwaarneming is die heeft geleid tot deze modellen van sterke radiostelsels en radiosterke quasars was dat bij alle quasars de oriëntatie van hun bundel in onze richting was met superluminal motion (een beweging die schijnbaar sneller is dan de lichtsnelheid) in de kernen en heldere jets aan onze kant van de quasar (het Laing-Garrington effect): als dit het geval is moet er een populatie objecten zijn met hun bundel niet in onze richting en omdat we weten dat de lobben niet beïnvloed worden door beaming, zouden zij te zien zijn als radiosterrenstelsels als de kern van de quasar verduisterd is als de bron van de zijkant waargenomen wordt. Het wordt nu geaccepteerd dat ten minste enkele sterke radiosterrenstelsels verborgen quasars bevatten, hoewel het niet duidelijk is of alle zulke radiostelsels quasar zouden zijn als ze vanuit de juiste richting zouden worden waargenomen. Op een eendere wijze zijn zwakke radiostelsels geassocieerd met BL Lac objecten.

## Gebruik van radiosterrenstelsels

### Verre bronnen
Radiosterrenstelsels en radiosterke quasars zijn veel gebruikt, in het bijzonder in de jaren 1980 en 1990, om verre sterrenstelsels te vinden: door bronnen te selecteren gebaseerd op hun radio spectrum en daarna het centrale stelsel waar te nemen was het mogelijk objecten bij grote roodverschuiving te vinden met niet te veel telescooptijd. Het probleem met deze methode is dat deze centrale stelsels waarschijnlijk niet typisch zijn voor sterrenstelsels bij deze roodverschuiving. Ook zijn radiostelsels in het verleden gebruikt om clusters van sterrenstelsels te vinden die röntgenstraling uitzenden.

### Standaard lengtemaat
Er is geprobeerd radiostelsels te gebruiken als standaard lengtematen om kosmologische parameters te bepalen. Deze methode is moeilijk omdat de grootte van een radiostelsel afhangt van de leeftijd en omgeving. Maar in combinatie met modellen geeft deze methode resultaten die overeenkomen met die uit andere kosmologische waarnemingen.

### Effect op de omgeving
Als een radiobron al dan niet supersonisch expandeert, levert deze bij het expanderen energie aan het externe plasma door dat te verhitten en verplaatsen. De minimum energie in de lobben van een sterke radiobron is ongeveer 1053 joule, en het externe medium ontvangt waarschijnlijk verscheidene malen deze energie. Het onderzoek richt zich op de effecten hiervan op de centra van clusters van sterrenstelsels. Het kan de vorming van de meest massieve objecten afremmen.

## Voorbeelden van radiosterrenstelsels
- Centaurus A
- Cygnus A
- Messier 84
- Messier 87 (Virgo A)